# Piotr Sak
Piotr Paweł Sak (ur. 29 maja 1983 w Tarnowie) – polski prawnik, polityk i samorządowiec, adwokat, poseł na Sejm IX kadencji (2019–2023), od 2023 członek Trybunału Stanu.

## Życiorys
Jest absolwentem Wydziału Prawa i Administracji Uniwersytetu Jagiellońskiego oraz studium menedżerskiego w Szkole Przedsiębiorczości i Zarządzania Akademii Ekonomicznej w Krakowie. Podjął praktykę w zawodzie adwokata. Od 2006 był koordynatorem Biura Interwencji i Porad posła Józefa Rojka. Pracował również w biurze eurodeputowanego Zbigniewa Ziobry w Tarnowie. Wielokrotnie reprezentował go podczas procesów. Regularnie publikował teksty eksperckie w „Gazecie Prawnej” z zakresu prawa pracy. Był również autorem wielu artykułów prawniczych publikowanych w dzienniku „Rzeczpospolita” oraz miesięczniku „Praca i Zabezpieczenie Społeczne”.
Z listy Prawa i Sprawiedliwości w wyborach samorządowych w 2006 bez powodzenia kandydował do rady miejskiej w Tarnowie, a w wyborach w 2010 uzyskał mandat radnego Sejmiku Województwa Małopolskiego. W listopadzie 2011 opuścił PiS, współtworząc klub radnych Solidarna Polska. Został działaczem powstałej w 2012 partii o tej nazwie (w 2023 przemianowanej na Suwerenną Polskę). W wyborach w 2014 i 2018 jako kandydat tej partii uzyskiwał mandat radnego Tarnowa z ramienia komitetu wyborczego PiS.
W wyborach parlamentarnych w 2019 uzyskał mandat posła na Sejm IX kadencji, startując z 6. pozycji listy PiS w okręgu tarnowskim i uzyskując 9855 głosów. W Sejmie został członkiem m.in. Komisji do Spraw Kontroli Państwowej, Komisji Sprawiedliwości i Praw Człowieka oraz Komisji Infrastruktury. Objął funkcję przewodniczącego Komisji Nadzwyczajnej do spraw zmian w kodyfikacjach. W wyborach w 2023 nie uzyskał poselskiej reelekcji. 21 listopada tego samego roku Sejm X kadencji wybrał go na członka Trybunału Stanu.